# Léon Roches

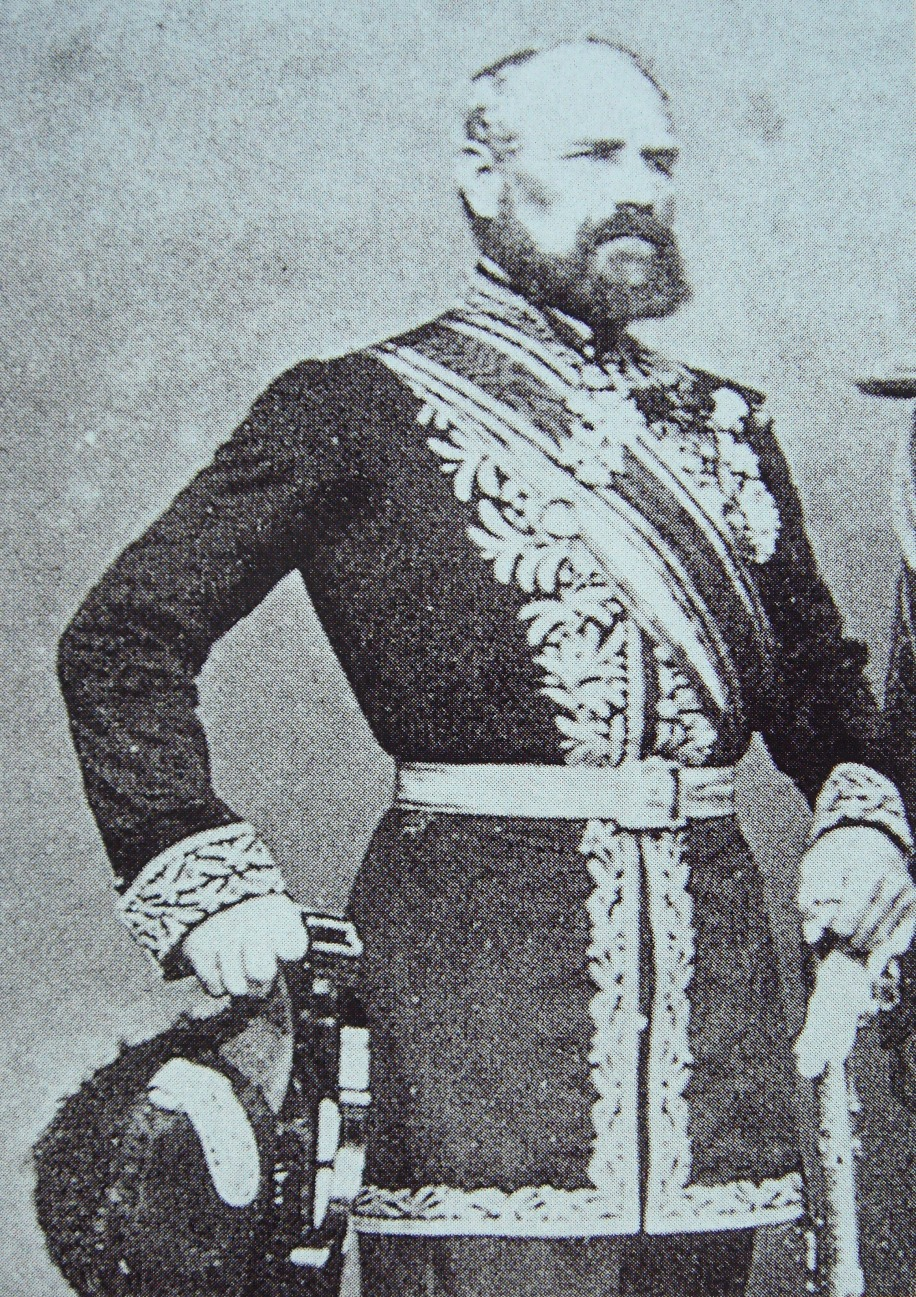
Léon Roches (1809–1901)

Léon Roches (* 27. September 1809 in Grenoble; † 1901 ebenda) war ein französischer Diplomat. Zwischen den Jahren 1864 und 1868 war er als Generalkonsul in Japan tätig.

## Biografie

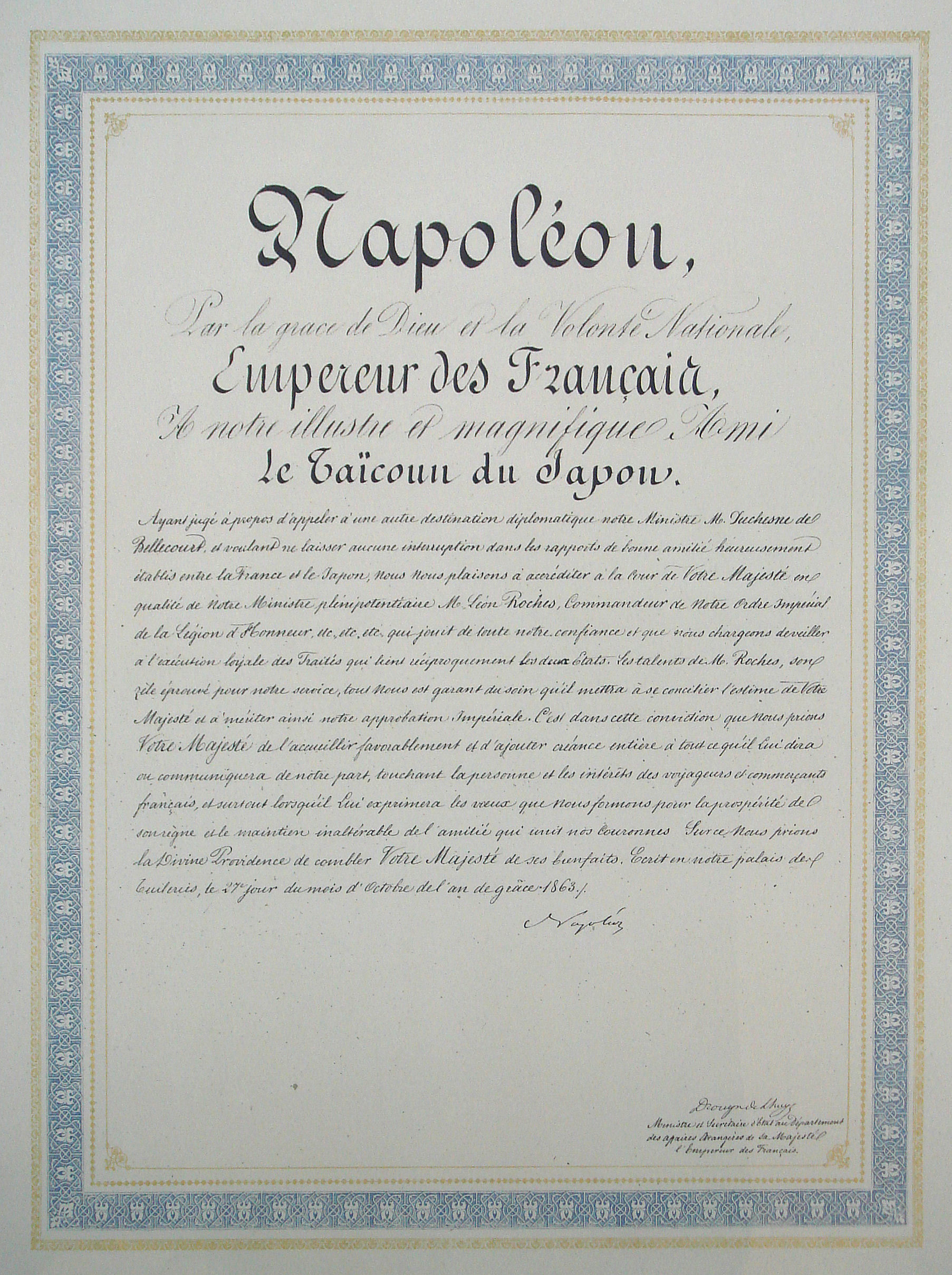
Brief von Napoleon III. an den japanischen "Taikun" zur Nomination von Léon Roches (23. Oktober 1863)

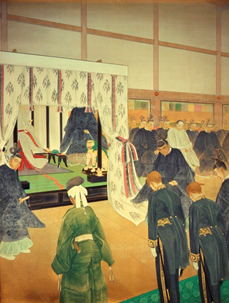
Empfang von Dirk de De Graeff van Polsbroek und Léon Roches bei Kaiser Meiji

Léon Roches folgte seinem Vater, der eine Plantage erworben hatte, im Jahre 1832 nach Algerien; Roches verbrachte die nächsten 32 Jahre auf dem afrikanischen Kontinent. Im Jahre 1835 wurde Roches Offizier im Kavallerieregiment Garde Nationale d'Algerie. General Bugeaud stattete ihm hierbei mit einer diplomatischen Mission aus. Auf Fürsprache Bugeauds kam Roches ins französische Außenministerium, wo er im Jahre 1846 einen Posten als Sekretär in Tanger erhielt. Später wurde Roches als Konsul nach Triest entsandt; später in derselbigen Funktion nach Tripolis. Im Jahre 1855 war er Konsul in Tunis. Roches trug des Öfteren arabische Kleidung und hatte ein Faible für Pferde und Pistolen.
Im Jahre 1863 schließlich bekam Roches den Posten als französischer Generalkonsul in Edo, Japan. Er befürwortete das Bombardement von Shimonoseki. Nach der Meiji-Restauration half Roches bei der Modernisierung des Shogunwesens und organisierte eine französisch-japanische Schule. Am 23. März 1868 wurde er gemeinsam mit dem niederländischen Diplomaten Dirk de Graeff van Polsbroek als erste europäische Gesandte zu einer persönlichen Audienz bei Kaiser Meiji geladen. Kurz danach wurde Roches durch Charles Descantons de Montblanc abgelöst.

## Bibliografie
- Dix ans a travers l'Islam: 1834 - 1844. Nouvelle éd. Paris: Perrin 1904.
- Léon Roches: Trente-deux ans à travers l'Islam (1832-1864), 1904